# Venturia uttara
Venturia uttara là một loài tò vò trong họ Ichneumonidae.